# 藤倉商事
藤倉商事株式会社（ふじくらしょうじ）は、東京都中央区に本社を置くフジクラ直系の電線販売会社である。

## 事業内容
- 情報通信製品の販売
- 電子部品・電子材料の販売
- 電線・ケーブルの販売
- 配電部品の販売
- ファスナー製品等の販売

## 事業所所在地
- 本社／東京都中央区新川1-28-44 K・Tビル
- 大阪支店／大阪市西区江戸堀3-1-15
- 名古屋支店／名古屋市中区錦1-13-26（三井生命名古屋伏見ビル8F）
- 北関東支店／宇都宮市元今泉4-16-12
- 那須営業所／栃木県那須塩原市井口578-15
- 玉野営業所／岡山県玉野市宇野1-20-1-703
- 福岡営業所／福岡市博多区上呉服町10-1